# Абдель Латиф аль-Багдади (египетский политик)
Абдель Латиф Махмуд аль-Багдади (араб.  عبد اللطيف البغدادي ‎англ.  Abdel Latif Boghdadi , 20 сентября 1917, деревня Шава, провинция Дакахлия, Султанат Египет — 9 сентября 1999, Каир, Арабская Республика Египет) — египетский политический и военный деятель, один из лидеров революции 1952 года, вице-президент Объединённой Арабской Республики и Египта в 1958 — 1964 годах.

## Биография
Абдель Латиф Махмуд аль-Богдади родился 20 сентября 1917 года в деревне Шава, провинции Дакахлия, близ города Эль-Мансура в те времена, когда Египет был протекторатом Великобритании. Его отец Махмуд Богдади был мэром Шавы, что позволило Абдель Латифу обучаться в средней школе, а затем в колледже и в 1937 году получить степень бакалавра.

### Военная карьера и Вторая мировая война
31 декабря 1938 года он с отличием окончил Египетскую военную академию, а в 1939 году — военно-воздушную академию. Служил в чине лейтенанта в ВВС Королевства Египет на авиационной базе в Хелуане. В том же 1939 году аль-Богдади вместе с Хасаном Ибрагимом вошёл в группу египетских офицеров ВВС сочувствовавших нацистскому режиму А.Гитлера в Германии (позднее к этой группе присоединился Анвар Садат). Летом 1942 года, когда германский корпус генерал-полковника Эрвина Роммеля приближался к Александрии, эта группа направила к немцам самолёт майора Ахмеда Сауди, который должен был начать переговоры о совместных действиях и передать Роммелю чемодан с военными документами. Но самолёт был сбит самими немцами, а о попытке измены стало известно британским и египетским властям. Однако суду был предан только Хасан Ибрагим, которого разжаловали.
Когда 4 февраля 1942 года посол Великобритании сэр Лэмпсон принудил короля Фарука отправить в отставку правительство Хусейна Сирри-паши, лейтенанты аль-Богдади и Салах Салем добились приёма у начальника королевской канцелярии Ахмеда Хасанейна и предложили свои услуги «оскорблённому королю». Они вместе с другими офицерами ВВС демонстративно расписались в почётной книге Абидинского дворца и заявили Хасанейну, что убьют нового премьер-министра Мустафу Наххаса, если выяснится, что он предатель и сторонник англичан. Начальник королевской канцелярии с трудом их успокоил. Однако, по мере того, как германский Африканский корпус всё дальше отбрасывался союзниками от границ Египта, активность антибританского движения в египетской армии падала.

### Арабо-израильская война (1947—1949)
После поражения гитлеровской Германии и падения нацизма Абдель Латиф аль-Богдади, в числе группы других офицеров ВВС, включился в поиск новой идеологии борьбы. Он контактировал со многими легальными и нелегальными египетскими организациями и около 1947 года даже вступил в основанное коммунистами Общество спорта и досуга, где читали лекции по марксизму. Однако вскоре эти контакты прервались, как и связи с унтер-офицерами авиамеханиками, среди которых также распространялась коммунистическая идеология. Кризис вокруг подмандатной Палестины помог аль-Богдади и его товарищам определиться с идейными позициями. После того, как в феврале 1948 года в Дамаске была создана добровольческая Арабская освободительная армия для уничтожения будущего Израиля, офицеры египетских ВВС через Абдель Латифа аль-Богдади предложили свои услуги её командующему Фавзи аль-Кавакджи. Когда же правительство Египта отвергло возможность перелёта египетских лётчиков в Сирию, аль-Богдади заявил о желании сесть за штурвал истребителя как доброволец. Египетские лётчики подготовили 15 «Спитфайров», однако аль-Кавакджи по каким то причинам так и не вышел с ними на связь. Когда Египет всё же вступил в войну, Абдель Латиф аль-Богдади принял в ней участие как командир авиационного подразделения. Он был первым египетским лётчиком, бомбившим Тель-Авив, в течение войны был дважды награждён Военной звездой и стал одним из немногих, награждённых Звездой Фуада.

### «Свободные офицеры» и революция 1952 года
В 1949 году аль-Богдади окончил Штабной колледж, где преподавал тактику подполковник Гамаль Абдель Насер. Он разделял взгляды Насера на причины поражения в войне против Израиля, возлагая вину на королевский режим, и вскоре присоединился к нелегальному движению «Свободные офицеры». В начале 1950 года Абдель Латиф аль-Богдади вместе с Абдель Хакимом Амером, Анваром Садатом и другими офицерами был включён в состав Учредительного комитета организации. Во время политического кризиса в январе 1952 года аль-Богдади выступил за немедленное выступление «Свободных офицеров» и
свержение монархии, так как армия была выведена на улицы для подавления беспорядков. Однако он не
был поддержан членами движения. К тому же организационная структура «Свободных офицеров» ещё не была сформирована, а в авиации, в которой служил подполковник аль-Богдади, не была создана до конца система ячеек. Тем не менее, Абдель Латиф аль-Богдади с группой членов Учредительного комитета выступил с резкой критикой позиции Насера, отказавшегося выступить в январе. В результате этой критики и других причин Насер подал в отставку и вернулся на пост руководителя «Свободных офицеров» только после перевыборов. В июле 1952 года, когда был составлен план захвата власти, Абдель Латифу аль-Богдади вместе с Гамалем Салемом и Хасаном Ибрагимом было поручено ночью на 23 июля взять под контроль расположенные вокруг Каира военно-воздушные базы Аль-Маза, Гелиополис и Тарб аль-Кахер. На рассвете они должны были поднять в воздух авиацию в поддержку нового режима.
Абдель Латиф аль-Богдади вошёл в первый состав Совета руководства революцией, взявшего фактическую власть в Египте. В переходный период аль-Богдади не занимал важных государственных постов, но о его существенной роли говорит тот факт, что 12 февраля 1953 года он вместе с Насером и Садатом сопровождал премьер-министра Мухаммеда Нагиба во время демонстративного посещения усыпальницы Хасана аль-Банны. В тот же период он был назначен генеральным инспектором созданной «Свободными офицерами» политической организации «Гейат ат-Тахрир», однако эта организация просуществовала недолго.

### Карьера в республиканском Египте
18 июня 1953 года Египет был провозглашён республикой, и подполковник ВВС Абдель Латиф аль-Богдади был назначен на пост военного министра, который ранее занимал генерал Мухаммед Нагиб. Однако реальное влияние на армию перешло к новому главнокомандующему Абдель Хакиму Амеру, произведённому из майоров в генерал-майоры.
В середине сентября 1953 года подполковник Абдель Латиф аль-Богдади был назначен председателем Революционного трибунала из трёх человек, созданного для суда над политическими деятелями королевского режима и лидерами парламентских партий (членами трибунала стали подполковник Анвар Садат и майор Хасан Ибрагим). 1 октября 1953 года Революционный трибунал приступил к работе. По официальным данным суду трибунала были подвергнуты 34 человека, в том числе бывший премьер-министр Ибрагим Абдель Хади, лидер партии Вафд Фуад Сираг эд-Дин и другие политики. Трибунал закончил свою работу в апреле 1954 года.
В период политического кризиса в феврале 1954 года аль-Богдади стал единственным членом Совета революционного командования, который выступил против принятия мер к коммунисту Халеду Мохи эд-Дину и был поддержан Насером, переключившим внимание на фигуру Нагиба. Однако 25 марта он же внёс в СРК предложение об отмене решений 5 марта о срочном созыве Учредительного собрания и вступил в конфликт с тем же Халедом Мохи эд-Дином.
18 марта 1954 года Гамаль Абдель Насер сформировал новое правительство, в котором аль-Богдади, лишившись поста военного министра, был назначен на более скромный пост министра по делам муниципалитетов и сельской местности. Как министр он занимался строительством шоссе «Нильский карниз» в Каире и новых дорог по всей стране, за что получил от противников режима прозвище «Абдель Рассиф (араб. — тротуар) аль-Богдади».
В июле 1954 года он вошёл в состав египетской делегации на переговорах с Великобританией (11 — 27 июля) по вопросу об эвакуации британских войск из зоны Суэцкого канала. Он также стал одним из 5 представителей Египта подписавших 19 октября того же года соглашения об эвакуации британских войск.
23 июня 1956 года Гамаль Абдель Насер был избран президентом Египта, Совет революционного командования был распущен в связи с завершением переходного периода, и членство в нём аль-Богдади автоматически прекратилось. 30 июня он вошёл в новое правительство Насера уже в качестве министра государственного планирования, муниципалитетов и сельских местностей.

### Суэцкий кризис
24 июля 1956 года Насер, принявший решение о национализации Суэцкого канала, собрал на срочное совещание трёх бывших членов СРК — Амера, аль-Богдади и Закарию Мохи эд-Дина. Именно с ними он обсудил этот свой шаг, а также принял решение обратиться к СССР за помощью в строительстве высотной Асуанской плотины.
Насер вспоминал, что в период Суэцкого кризиса Абдель Латиф аль-Богдади и Закария Мохи эд-Дин проявили наибольший энтузиазм и волю. Аль-Богдади постоянно находился рядом с Насером и ночевал с ним в одном кабинете в бывшей резиденции СРК. Он фактически заменил потерявшего контроль над ситуацией Амера и взял на себя командование силами сопротивления в районе Суэцкого канала. После ухода союзных сил из Порт-Саида аль-Богдади был направлен в город для восстановления там нормальной жизни. Он отдал приказ о сборе оружия у населения, в обмен на которое выдавались справки об участии в сопротивлении. Он был назначен главным администратором по восстановлению разрушенного в ходе конфликта хозяйства Суэцкого канала. Вместе с Амером и Закарией Мохи эд-Дином аль-Богдади входил в состав комитета, который занимался отбором 350 кандидатов в Национальное собрание. В июле 1957 года, когда новый парламент приступил к работе, Абдель Латиф аль-Богдади был избран первым председателем Национального собрания Египетской республики.

### Вице-президент
24 февраля 1958 года Абдель Латиф аль-Богдади как глава египетского парламента сопровождал президента Насера в его поездке в Дамаск, когда было принято решение об объединении Египта и Сирии в Объединённую Арабскую Республику. 7 марта он вместе с Амером был назначен одним из вице-президентов ОАР от Египта, в мае вместе с Акрамом аль-Хаурани сопровождал Насера в его первой поездке в СССР, а 8 октября того же года был также назначен министром центрального планирования ОАР. 20 сентября 1960 года аль-Богдади оставил пост министра планирования, оставшись вице-президентом, но 16 августа 1961 года был назначен вице-президентом ОАР, ответственным за вопросы планирования. 19 октября 1961 года, после распада ОАР, аль-Богдади стал вице-президентом Египта ответственным за вопросы казначейства и планирования.

### Расхождения с Насером
Абдель Латиф аль-Богдади не поддержал проводившегося Насером сближения Египта с СССР, а после того, как в мае 1962 года Гамаль Абдель Насер окончательно взял курс социалистические преобразования, аль-Богдади стал отходить от активной государственной и политической деятельности. 29 сентября 1962 года аль-Богдади подал в отставку, перестал отвечать за вопросы планирования, но остался одним из вице-президентов. Другой причиной конфликта между аль-Богдади и Насером стало вмешательство Египта в гражданскую войну в Северном Йемене и посылка туда египетской армии. Аль-Богдади называл военную кампанию в Йемене «насеровским Вьетнамом» и призывал вернуться к политике под лозунгом «Египет превыше всего!». Со своей стороны Насер обвинял своего вице-президента в незаконных связях с исламской организацией «Братья-мусульмане», посадил под домашний арест его брата Саада Богдади и не выпустил в Великобританию его шурина для окончания докторантуры.
23 марта 1964 года, после принятия новой временной конституции Египта Насер принял отставку четырёх вице-президентов страны, в том числе и Абдель Латифа аль-Богдади. 16 мая того же года между Насером и аль-Богдади произошёл окончательный разрыв и последний ушёл из политики. В 1967 году, после поражения в Шестидневной войне аль-Богдади ненадолго вернулся к политической деятельности, требовал «более сбалансированного курса», усиления позиций частного сектора и расширения связей с Западом.
В своих мемуарах, вышедших в 1977 году, аль-Богдади утверждал, что в сентябре 1970 года, незадолго до своей смерти, Гамаль Абдель Насер планировал вновь назначить его вице-президентом вместо Анвара Садата, которому перестал доверять. Они даже договорились, что аль-Богдади посетит СССР, чтобы убедиться в правоте Насера и самому оценить обстановку, однако скоропостижная смерть президента разрушила эти планы.
Абдель Латиф аль-Богдади неоднократно подвергал критике президента Садата. В 1972 году в числе 9 других бывших руководителей страны он осудил Садата за «сверхзависимость» от Советского Союза, а в 1979 год у, после подписания Кэмп-Девидских соглашений, вместе с Камаль эд-Дин Хусейном, Закарией Мохи эд-Дином и другими бывшими руководителями «Свободных офицеров» подписал открытое письмо президенту Анвару Садату, обвиняя его в предательстве интересов Египта и арабских стран.
 Абдель Латиф Махмуд аль-Богдади скончался 9 сентября 1999 года в Каире от осложнений рака печени, на следующий день после госпитализации. Его похороны состоялись в пригороде Каира 10 сентября 1999 года в присутствии президента Хосни Мубарака и других высокопоставленных лиц. В своей речи Мубарак отметил, что аль-Богдади «преданно служил своей стране».

## Сочинения
- The Five-Year Plan for the Economic and Social Development of the U.A.R /1960, Cairo, National Planning Committee. oclc=311879148
- Mudakkirat Abd el-Latif el-Baghdadi («Memoirs of Abdel Latif Boghdadi») /1977, Cairo, el-Maktab el-Masri el-Hadith. oclc=318028194
- Abdel Latif Boghdadi: Diaries. (1982). Cairo: el-Maktab al-Masri al-Hadith.